# 雷鳴電閃波爾卡
雷鳴電閃（德語：Unter Donner und Blitz），作品324，是小約翰史特勞斯所做的一首波爾卡舞曲。

## 背景
這首波爾卡舞曲是為了藝術家協會Hesperus的狂歡節所作，作曲家在這部作品中模仿了夏季的暴風雨。 至今仍然是小约翰·施特劳斯相當受歡迎的作品之一。 在維也納新年音樂會中也經常演出，或是在《蝙蝠》的第二幕中作為插曲出現。

### 首演
本作品於1868年2月16日在維也納的Dianabad-Saal舉行首演。

## 分析
依照工具書《管弦樂作品手冊》指示，本曲配器可簡記為"*2 2 2 2—4 3 3 1—tmp+3—str"。
部分CD錄音中，演出時間僅約3分4秒，根據指揮不同可能有所差異。

## 外部連結
- Unter Donner und Blitz auf der Naxos online CD Beschreibung （页面存档备份，存于）
- 雷鳴電閃波爾卡：国际乐谱典藏计划上的乐谱